# Тана (річка, Кенія)

Річка Тана на мапі Кенії

Тана — найдовша річка Кенії, завдовжки 800 км. На честь неї названо один з округів країни. Найбільша притока Тани — Тіка. Річка має джерело у горах Абердер на схід від Ньєрі. Спочатку річище прямує на схід і повертає на південь навколо гірського масиву Кенія. Потім річка переходить у водосховища Массінга та Кіамбере, створені греблями Массінга та Кіамбере відповідно, греблі мають іригаційне та енергетичне застосування. Нижче греблі річка повертає на північ і тече у напрямку з півночі на південь у напрямку межі між Меру і Північної Кітуї і Бісанаді, національними заповідниками Кора і Раболі. У заповідниках річка повертає на схід і потім на південний схід. Протікає через міста Гарісса, Гола і Гарсен, впадає до затоки Формоза Індійського океану.
На річці Тана розташовані:
- Гітару
- ГЕС Кіндарума
- ГЕС Кіамбере